# Philippe Sternis
Philippe Sternis (Neuilly-sur-Seine, 30 september 1952) is een Franse striptekenaar en illustrator. Hij is de tekenaar van onder meer de strip Pyrénée.

## Carrière
Sternis publiceerde in 1974 zijn eerste tekeningen in het blad Record, dat door Bayard Presse werd uitgegeven. Hij tekende vervolgens onder meer de Snark Saga (twee albums in 1982-1983) en Trafic (1 album in 1985) op scenario van Patrick Cothias voor Okapi.
Voor Larousse verzorgde hij de teksten voor het album Les grandes batailles de l'histoire.
In 1985 tekende hij drie albums in de serie Memory in Circus op scenario van Patrick Cothias, die in 1986-1987 uitgegeven werd door Glénat. 
In 1993 werd Solo, lignes de fuite uitgegeven door Dargaud waar Sternis de tekeningen maakte en Claude Carré de teksten.
In 1998 tekende Sternis het album Pyrénée op scenario van Régis Loisel die hem ook coachte op het gebied van het tekenen. Het verhaal vertelt over een meisje dat alleen opgroeit in de bergen, vergelijkbaar met Het jungleboek van Rudyard Kipling. Het album werd door Vents d'Ouest uitgegeven. In 2001 tekende en schreef hij een soortgelijk verhaal getiteld Robinson. Hierna werkte Sternis mee aan verschillende groepsinitiatieven. 
Vanaf 2005 illustreerde Sternis ook verschillende kinderboeken, onder meer in de serie Princesse Zélina. 
In 2010 publiceerde hij het stripalbum Le corbeau bij uitgeverij Fugues en Bulles.